# Preste Juan

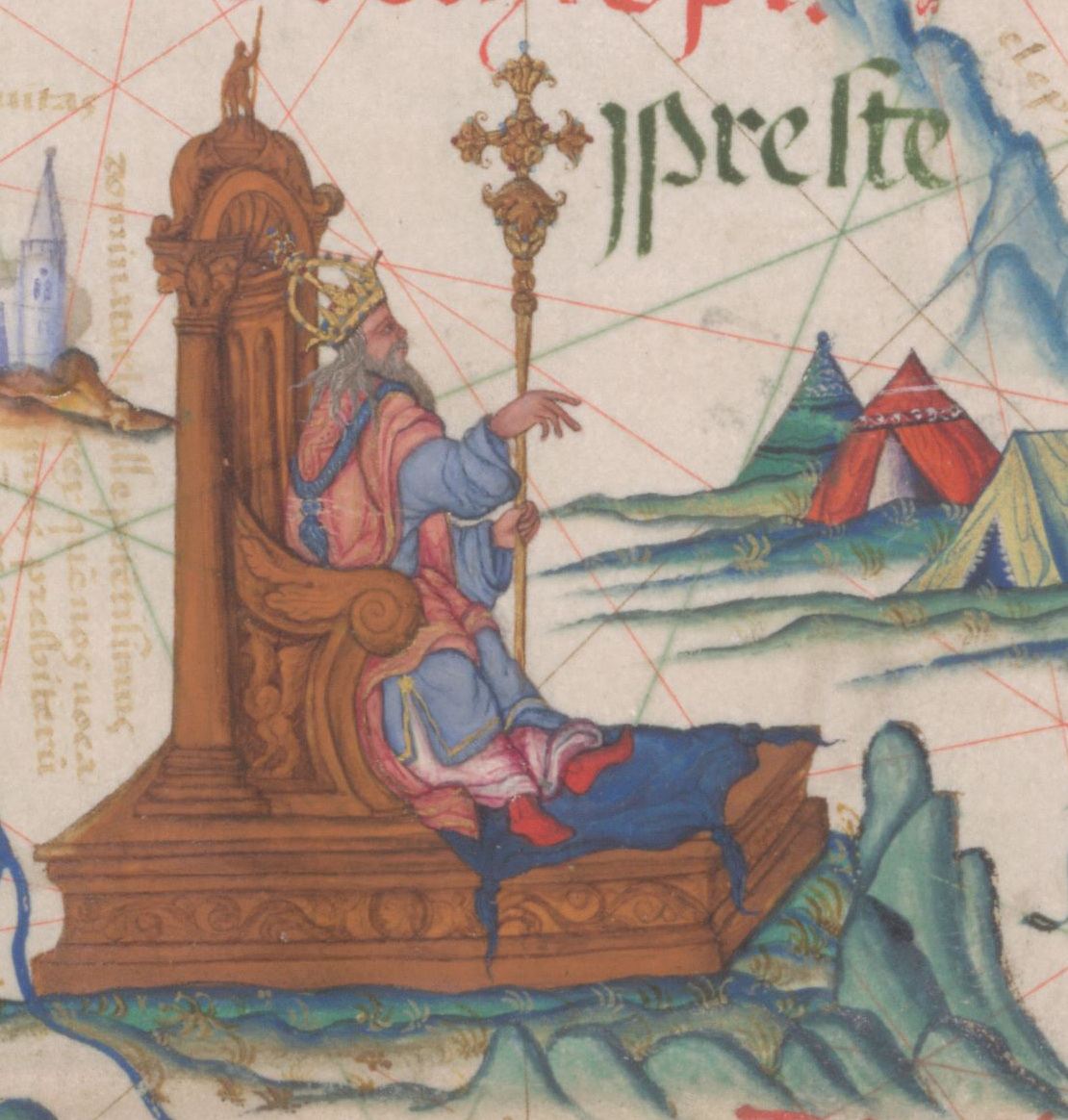
El Preste Juan como emperador de Etiopía, entronizado sobre un mapa del África oriental en un atlas para la reina María I de Inglaterra (British Library, 1558).

El Preste Juan (en latín: Presbyter Ioannes) era el nombre de un supuesto gobernante cristiano del Lejano Oriente según los relatos europeos de la Edad Media. Era un legendario patriarca, presbítero y rey cristiano. Relatos populares en Europa entre los siglos XII y XVII hablaban de un patriarca y rey nestoriano que, según se decía, gobernaba una nación cristiana perdida en medio de paganos y musulmanes en el Oriente. Los relatos eran adornados a menudo con diversos tópicos de fantasía popular medieval, que describían al Preste Juan como un descendiente de los Tres Reyes Magos, que gobernaba un reino lleno de riquezas, maravillas y criaturas extrañas.
La leyenda surgió durante el período de las Cruzadas (siglos XI-XIII), cuando los cristianos europeos esperaban recuperar la Tierra Santa de manos de los musulmanes. En 1071, Jerusalén había sido conquistada por los turcos selyúcidas. Basándose en un informe sobre el Preste Juan del obispo Hugo de Gebal en Siria (actual Jbail, Líbano) en 1145 a la corte papal en Viterbo, Italia, la historia fue puesta por escrito por primera vez por el obispo Otón de Frisinga, Alemania, en su Chronicon (1145). Según esto, Juan, un rico y poderoso «sacerdote y rey», supuestamente descendiente directo de los Reyes Magos que habían visitado al Niño Jesús, derrotó a los reyes musulmanes de Persia en batalla, asaltó su capital en Ecbatana y tenía la intención de avanzar hacia Jerusalén, pero se vio impedido en el último objetivo debido a las dificultades para cruzar el río Tigris.
Inicialmente, se imaginaba que el Preste Juan residía en la India. Relatos sobre el éxito evangelizador de los cristianos nestorianos en ese país y los viajes subcontinentales del apóstol Tomás, documentados en obras como los Hechos de Tomás, fueron probablemente las primeras semillas de la leyenda. Tras la llegada de los mongoles al mundo occidental, los relatos situaron al rey en Asia Central, y finalmente los exploradores portugueses llegaron a creer que el término se refería a Etiopía, que para entonces había sido un «exclave» cristiano aislado y alejado de cualquier otro territorio gobernado por cristianos.

## Descripción
Era, a la vez, gobernante y sacerdote, incluso patriarca según algunas fuentes, de ahí su título de «preste» (apócope de presbítero), de una nación cristiana aislada entre musulmanes y paganos en algún lugar de Oriente. Según los relatos medievales, descendía de los tres Reyes Magos, y tanto era un mandatario generoso como un hombre virtuoso, que regía un territorio lleno de riquezas y extraños tesoros, donde se encontraba el patriarcado de Santo Tomás. Su reino contenía maravillas, como un espejo a través del cual podía ver todas sus provincias, de cuya fábula original derivó la «literatura especular» de la Baja Edad Media y el Renacimiento. En ella, los reinos de cada príncipe eran censados y sus deberes fijados.

## Historia
La primera vez que se menciona a este personaje es en la crónica del obispo alemán Otón de Frisinga. Inicialmente, se creía que el reino del Preste Juan se hallaba en la India. Corría por entonces la creencia muy divulgada de que los cristianos nestorianos habían tenido éxito en evangelizar esas tierras, y estaban regidos por un sacerdote-rey llamado Juan. Probablemente, los viajes de Tomás el Apóstol, documentados en obras como los Hechos de Tomás, sirvieron de germen para la leyenda. Tras la llegada de los mongoles al mundo occidental, se situó al rey en Asia Central. Finalmente, exploradores portugueses se convencieron de que lo habían encontrado en Etiopía. El emperador de Bizancio y el papa habían recibido varios mensajes de esta figura misteriosa, en los que él mismo describía la grandeza y la riqueza de sus feudos.

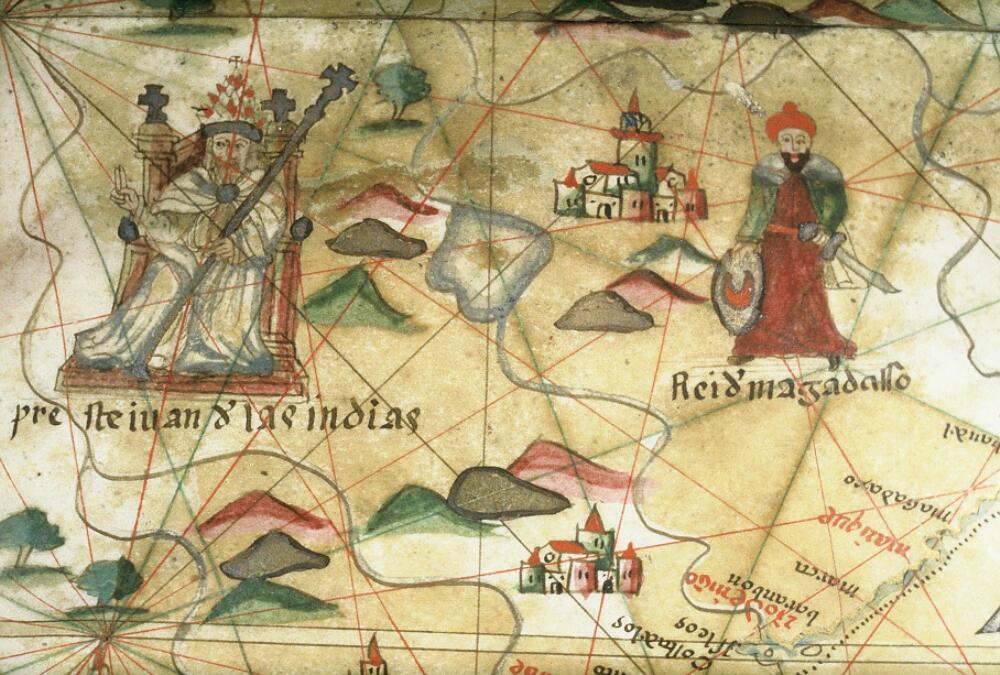
El «Preste Juan de las Indias» entronizado sobre un mapa del África oriental.

El reino del Preste Juan fue objetivo de una búsqueda, que disparó la imaginación de generaciones de aventureros, pero permanecía fuera de su alcance. Representaba un símbolo de la universalidad de la Iglesia para los cristianos europeos, que trascendía la cultura y la geografía para abarcar a toda la humanidad, en tiempos en que la tensión étnica e interreligiosa convertían esa visión en un hecho muy improbable. Según ciertas tradiciones cristianas, los Reyes Magos, que en el Evangelio aparecen como «magos de Oriente», procedían del mismo reino del Preste Juan y en este remoto país asiático se encontraba el Santo Grial.
En 1218, Gengis Kan derrota a Kuchlug, un kan (jan) cristiano nestoriano de la tribu naiman de Mongolia occidental, que gobernaba el Kanato de Jara-Jitai. Sin embargo, tal como lo observó el viajero italiano Giovanni da Pian del Carpine, ya en el siglo XIII apenas existía tolerancia para los cristianos, y los nestorianos estaban ya en decadencia precisamente por el ascenso de Gengis Kan, quien tuvo que contender con rivales que practicaban una síncresis de cristianismo nestoriano y chamanismo.
La leyenda del Preste Juan influyó en los viajes de exploración de la Baja Edad Media. Cuando en el siglo XV los portugueses entraron en contacto con el reino cristiano de Etiopía, en África, pensaron que habían encontrado este reino, considerando al negus o negus negusti (rey de reyes) etíope como el mítico Preste Juan. Otras leyendas identifican al Preste Juan con Juan el Apóstol, ya que, basándose en el capítulo 21 del Evangelio de Juan, asumen que Juan el Apóstol nunca murió y que seguía vivo en la Edad Media. El preste Juan podría haber sido alguno de los monarcas de la Etiopía cristiana.